# Boucanage
Le boucanage est une méthode de conservation de la viande et du poisson originaire des Amériques qui consiste à fumer les aliments pendant de longues heures. 

## Méthode traditionnelle de conservation

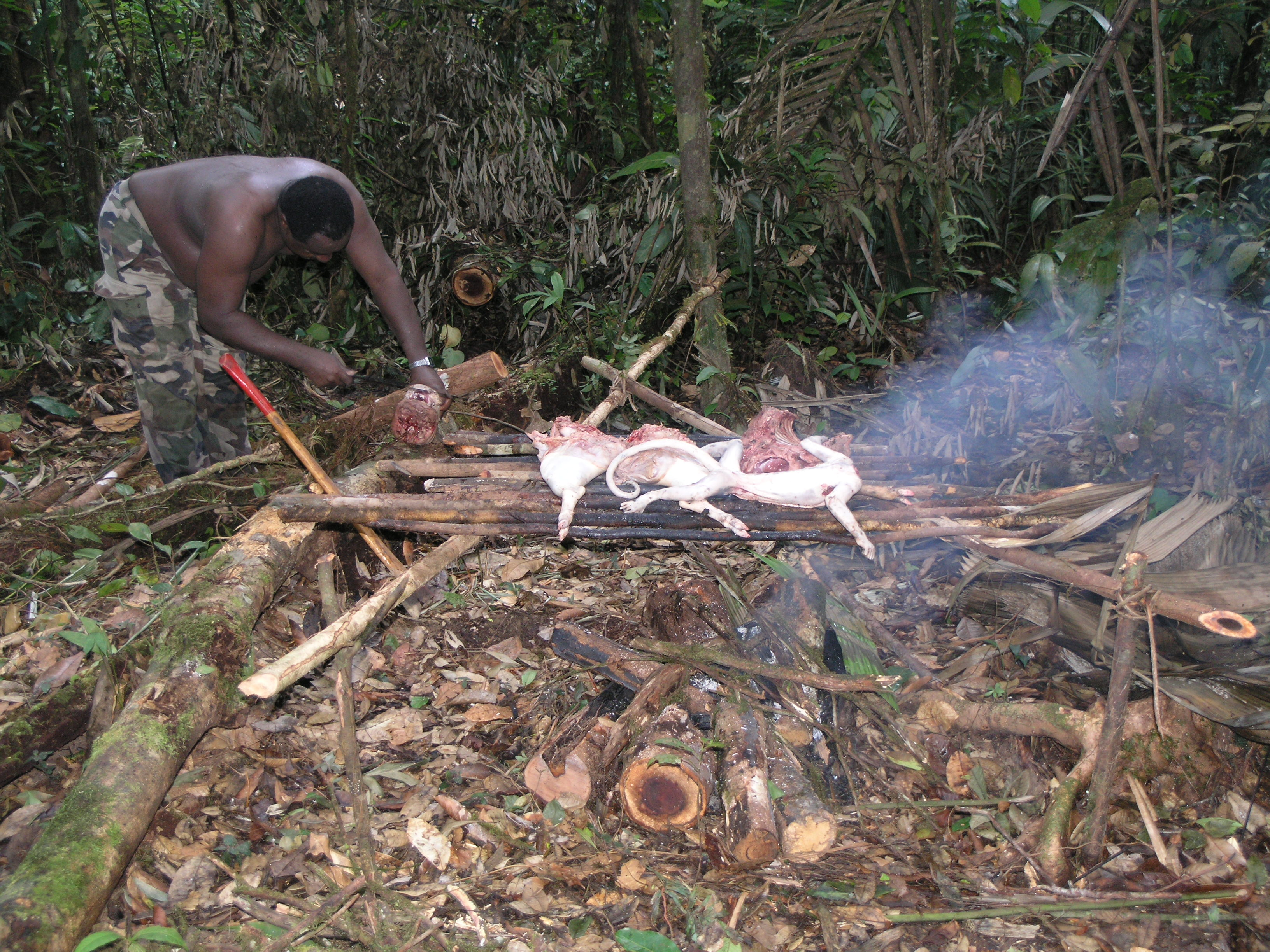
Boucanage de gibier (Pécari à collier et macaque noir) sur trépied, en forêt guyanaise.

C’est une tradition millénaire utilisée par les hommes séjournant en forêt pour la chasse. Cette technique est encore répandue de nos jours, surtout en Amérique du Sud, aux Antilles et dans l'océan Indien. Par métonymie, les aliments préparés sur le boucan portent le même nom.
Pour fumer la chair, on la pose sur un boucan, support, qui était à l'origine un gril de bois et est devenu :
- un trépied (à trois pieds soutenant une grille où sont posées les viandes et les poissons à fumer) appelé « boucan de bivouac » ou
- un quadripode (à quatre pieds soutenant là aussi une grille) appelé « boucan de camp de base »[4].

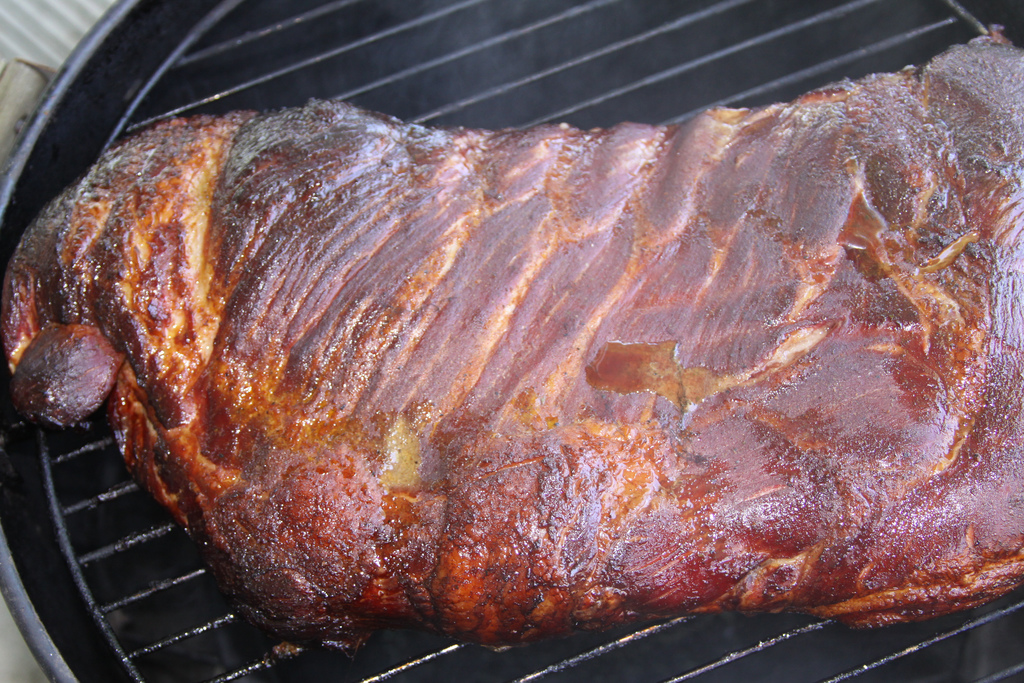
Viande de porc  boucanée au gril
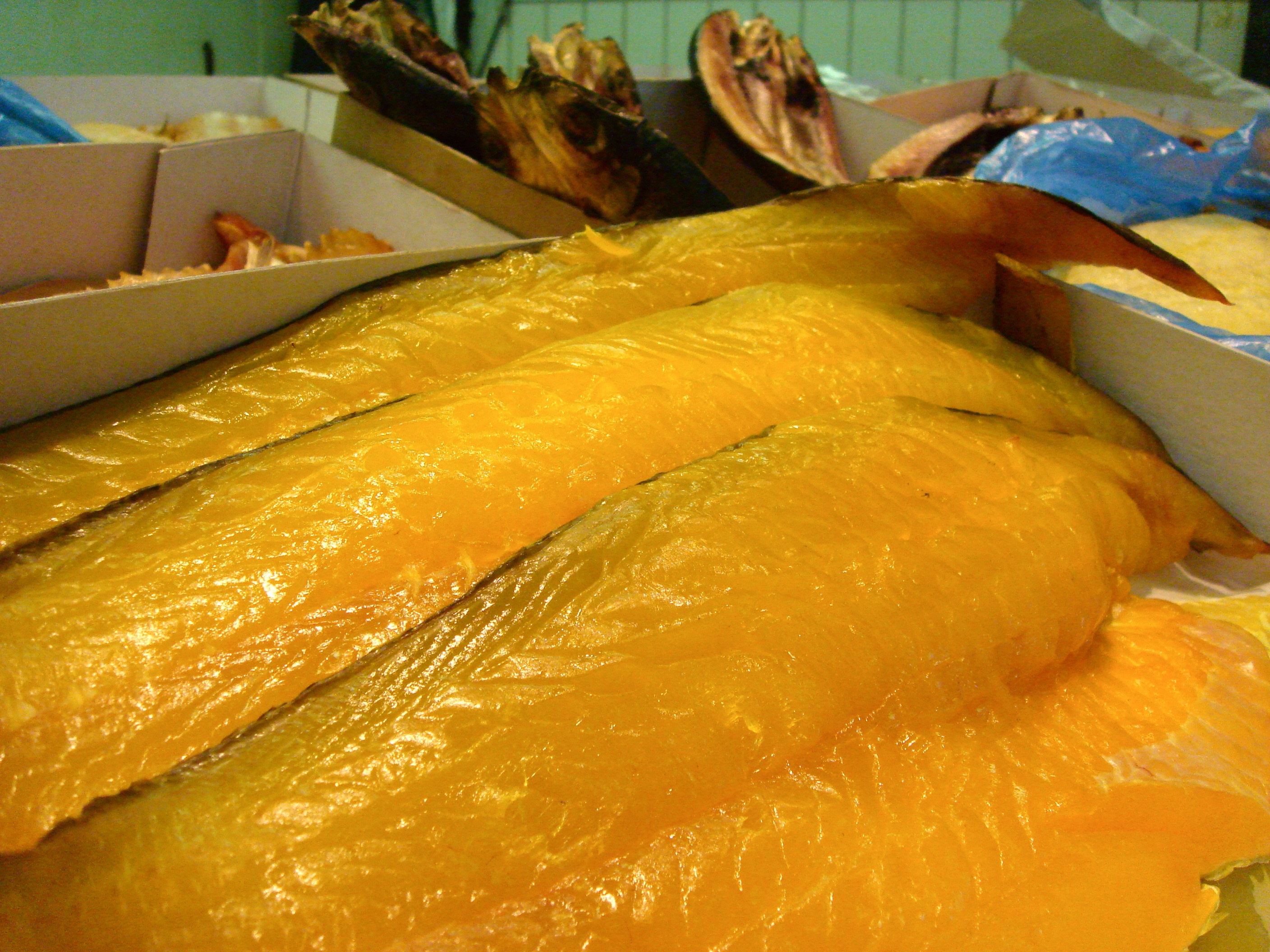
Filets de poissons boucanés
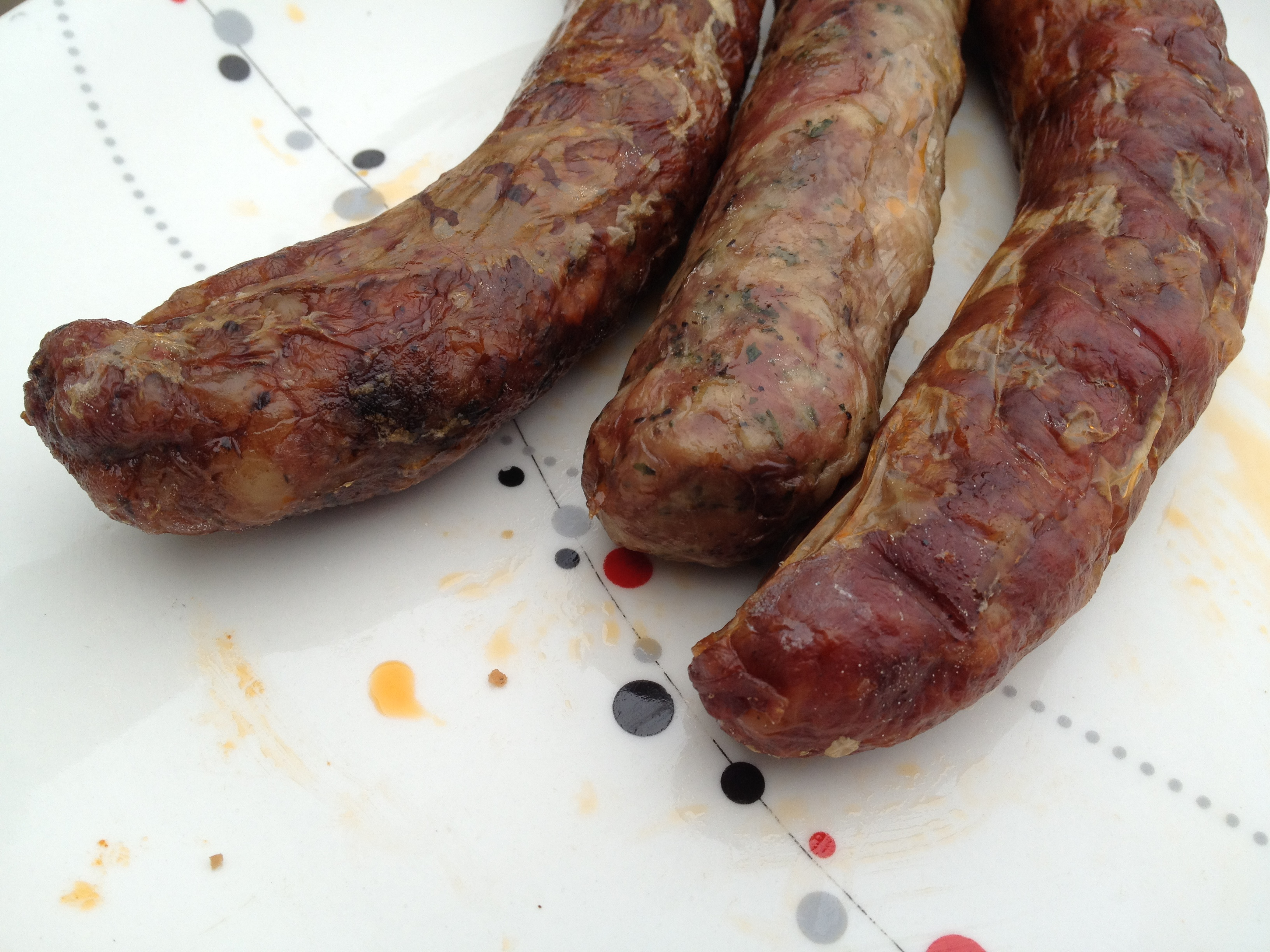
Morceaux de viande boucanée

Le boucanier  est à l'origine un coureur des bois de Saint-Domingue qui chassait les bœufs sauvages pour en boucaner la viande, c'est-à-dire la sécher à la fumée sur le boucan. C'est un terme issu d'un dialecte des indigènes des Caraïbes, le tupi, qui nomme une grille en bois servant au fumage). La boucane, c'est-à-dire la fumée est passé ensuite en Français acadien. Il se décline au féminin, une boucanière ou boucanerie étant une pièce où l'on fume la viande ou le poisson, en particulier le hareng. Il y en a beaucoup dans la région de Cap-Pelé, au Canada.

## Étymologie et histoire

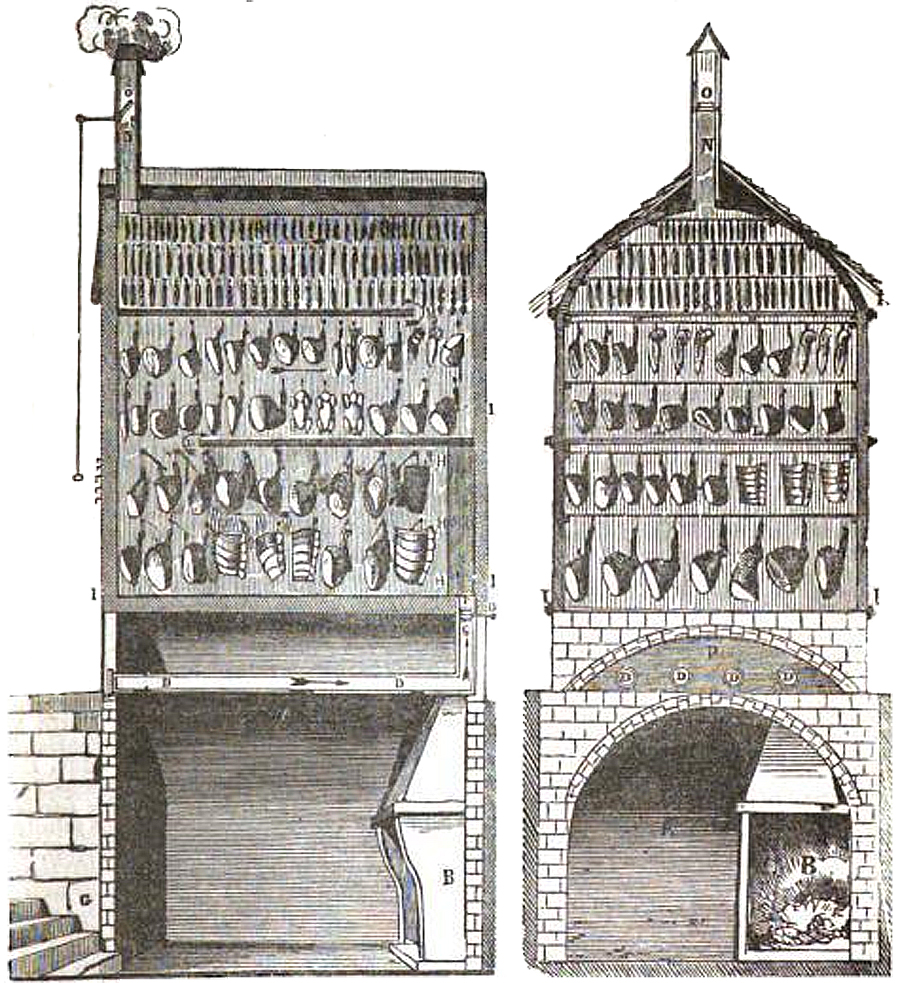
Coupe d’une chambre de boucanage, 1849.

Le terme boucanage est utilisé comme synonyme courant de fumage au moins depuis le XVIIIe siècle, comme l’atteste l’entrée « Boucaner » dans le Dictionnaire critique de la langue française de Jean-François Féraud. 
Le Dictionnaire de l’Académie française, dans sa première édition de 1694, ne donnait à ce terme que le sens de cuisson, de rôtissage, et non de fumage (« Faire cuire, faire rostir la viande à la manière des Sauvages »).
Dans son Dictionnaire universel contenant généralement tous les mots françois, tant vieux que modernes, et les termes de toutes les sciences et des arts, Antoine Furetière, en 1690, associait pourtant déjà rôtissage et fumage, et précisait que boucaner avait été au départ une pratique anthropophagique : « Ces mots [boucaner, boucanier] viennent de boucan, dont les Caraïbes, peuple des Antilles, se servent pour signifier une claie, sous laquelle ils font du feu pour rôtir et fumer les prisonniers qu’ils ont pris, et qu’ils mangent ensuite. Ainsi, boucaner, c’est proprement, faire rôtir ou fumer la chair et le poisson : ce que font maintenant les boucaniers qui se sont habitués dans ces iles ».

Boucanage anthropophage au Brésil en 1557.

En 1694, le Dictionnaire etymologique de la langue françoise de Gilles Ménage, cite le pirate  Alexandre-Olivier Exquemelin qui affirme « Ils nomment ces clayes barbacoa, et le lieu où elles sont, boucan, et l’action boucaner, pour dire rôtir et fumer tout ensemble.  C’est de là que nos Boucaniers ont pris leur nom : avec cette différence, que les uns font aux animaux ce que les autres font aux hommes ».
Émile Littré, dans le supplément à son Dictionnaire de la langue française, évoque une autre étymologie au terme boucan : « M. Roulin pense qu’il vient du mot caraïbe boucacoui ou boucaboui, blesser avec une flèche (Raym. Breton, Dict. franç.-caraïbe, p. 44) ; le mot a passé au sens du gibier tué à la chasse ; puis de là au gril sur lequel on faisait cuire ce gibier. »
P. Bach, par contre, fait remonter le mot boucanage à la racine gauloise bouk, s’appuyant que le fait que les Gaulois fumaient leurs viandes et les entreposaient dans des granges différentes de celles qui servaient à la conservation des grains et dont on trouve trace dans des actes du Moyen Âge ; de cette racine viendrait le nom de très nombreuses localités (comme Bouxwiller, Bouchingen, Boucq ou Bouconville) en Meurthe, Meuse, Moselle, dans le Bas-Rhin et les Ardennes.
Le mot boucan au sens de "vacarme" est, lui, sans aucun rapport, il est issu d'un verbe "boucaner" signifiant "imiter le cri du bouc".